# Міллесгорден
Сад Міллеса (швед. Millesgården) — музей мистецтв і сад скульптур при садибі відомого шведського скульптора Карла Міллеса та його дружини Ольги Міллес на околицях Стокгольма в Лідінге.

## Історія створення
На крутій скелі Херсерюд розкинувся Міллесгорден — терасований музейний ландшафт, який протягом останніх 50 років набув свій сьогоднішній вигляд. Колись — будинок і сад художника, сьогодні ж він — сцена, де різні види мистецтва взаємодіють з прекрасною природою.
Карл Міллес планомірно будував Міллесгорден в першій половині XX ст. У 1906 р. він придбав ділянку землі на скелі Херсерюд з метою побудувати будинок з ательє для себе і своєї дружини — художниці Ольги Міллес. З роками його плани змінювалися. Подорожуючи за кордоном, Міллес отримував натхнення від відвідуваних ним місць. Будинок-ательє Мьодон французького скульптора Огюста Родена, де Міллес гостював, став основним джерелом натхнення. Крім того, художник використовував мотиви італійської архітектури і, пізніше, американської. Брат скульптора Еверт Міллес був архітектором і керував роботами в Міллесгордені з середини 1910-х років. Поступово було придбано сусідні земельні ділянки, а кам'янистий ландшафт терасовано. На терасах Карл Міллес встановив скульптури і колони, при цьому залишивши недоторканими сосни та берези, що росли там. Споруджувалися нові будівлі, фонтани, стіни і сходи. На момент смерті художника в 1955 р. роботи велися на Нижній терасі. Останнім 1999 року було побудовано Виставковий зал.
У 1936 році Карл і Ольга Міллеса подарували Міллесгорден шведському народу. З тих пір музеєм керує фонд під назвою Лидингьо-будинок Карла і Ольги Міллес. Нині Міллесгорден складається з декількох секцій. Будинок художників з майстернями і збірками робіт, серед яких одна з видатних античних колекцій Швеції, є серцем музею. Тут Карл і Ольга Міллеси жили в 1910–20-х рр. У парку з видом на затоку Вертан розташовано безліч скульптур Карла Міллеса, кілька фонтанів і квітучий сад. У Виставковому залі розміщено експозиції сучасного мистецтва, а також музейний бутік. Неподалік знаходиться Будинок Анни, внутрішнє оздоблення якого виконано Естрід Ерікссон і Йозефом Франком. У колишньому будинку садівника міститься бістро «Рожева Терраса», а неподалік стоїть Рожевий Будинок, де проводяться уроки мистецтва.
Мистецтво — джерело натхнення і оновлення — дозволить кожному знайти в Міллесгорден свою комбінацію вражень, знань і відпочинку.

## Прогулянка по Мілесгордену
Міллесгорден — чарівне місце, де зустрічаються природа і культура. Існує безліч описів Міллесгорден, більшість з яких називають його Італією півночі, де колонади і фонтани сусідять з соснами і березами. Міллесгорден — місце зустрічі протилежностей; тут зустрічаються старе і нове, змішуються культурні традиції, а кордонів між «усередині» і «іззовні» часто не існує.
Контури скульптур, що стоять на високих цоколях, чітко виділяються на тлі неба і безкрайньої панорами. Багато з них народжені з античної міфології та інших оповідань. Можна сказати, що Міллесгорден наповнений казками та міфами.
Прогулянки по Міллесгордену викликають у відвідувачів враження різного характеру. Безліч скульптур Міллеса виставлено в парку. Завдяки виготовленню авторських копій замовних робіт Карл Міллес зміг виставити більшість своїх творів у Міллесгордені. Любитель архітектури знайде тут будівлі, типові для кожного з десятиліть XX століття, а також фрагменти більш ранньої архітектури — в основному, колони і цоколі, що гармонійно вписуються в загальну картину. Нарешті, садівник оцінить різний характер садів на різних терасах.
Перші будівлі Міллесгордену виникли на місці нинішньої Верхньої тераси. Тут знаходяться і старі ворота, які раніше використовувалися відвідувачами. Сьогодні відвідувачі входять через Виставковий зал, а виходять — через Нижню терасу, вибудувану в 1950-ті роки. У буклеті кожна тераса представлена окремо, хоча почати прогулянку по Міллесгордену можна практично з будь-якого місця.

## Екскурсія
Вартість екскурсії входять у вартість вхідного квитка до музею або в Стокгольмську картку туриста.
Місце збору на екскурсію — біля кас музею.
Тривалість екскурсії 45 хвилин.

### Час роботи музею
- З 1 травня по 30 вересня — щодня 11:00–17:00.
- З 1 жовтня по 1 травня — з вівторка по неділю 11:00–17:00.
- Групове відвідування: з понеділка по п'ятницю цілий рік, 09:00–16:00.

### Вартість вхідного квитка
- При груповому відвідуванні 75 крон з людини,
- При індивідуальному відвідуванні — 95 крон.

### Транспорт
- Станція метро «Ропстен», далі автобусами 201, 202, 204, 205, 206 або 212 до зупинки «Турсвіксторг».
- Від метро «Ропстен» йде також місцевий трамвай № ? до зупинки «Турсвік» або «Баггебю».

Час у дорозі від Центрального вокзалу Стокгольма близько 15 хвилин.

## Галерея

Скульптури в Millesgården
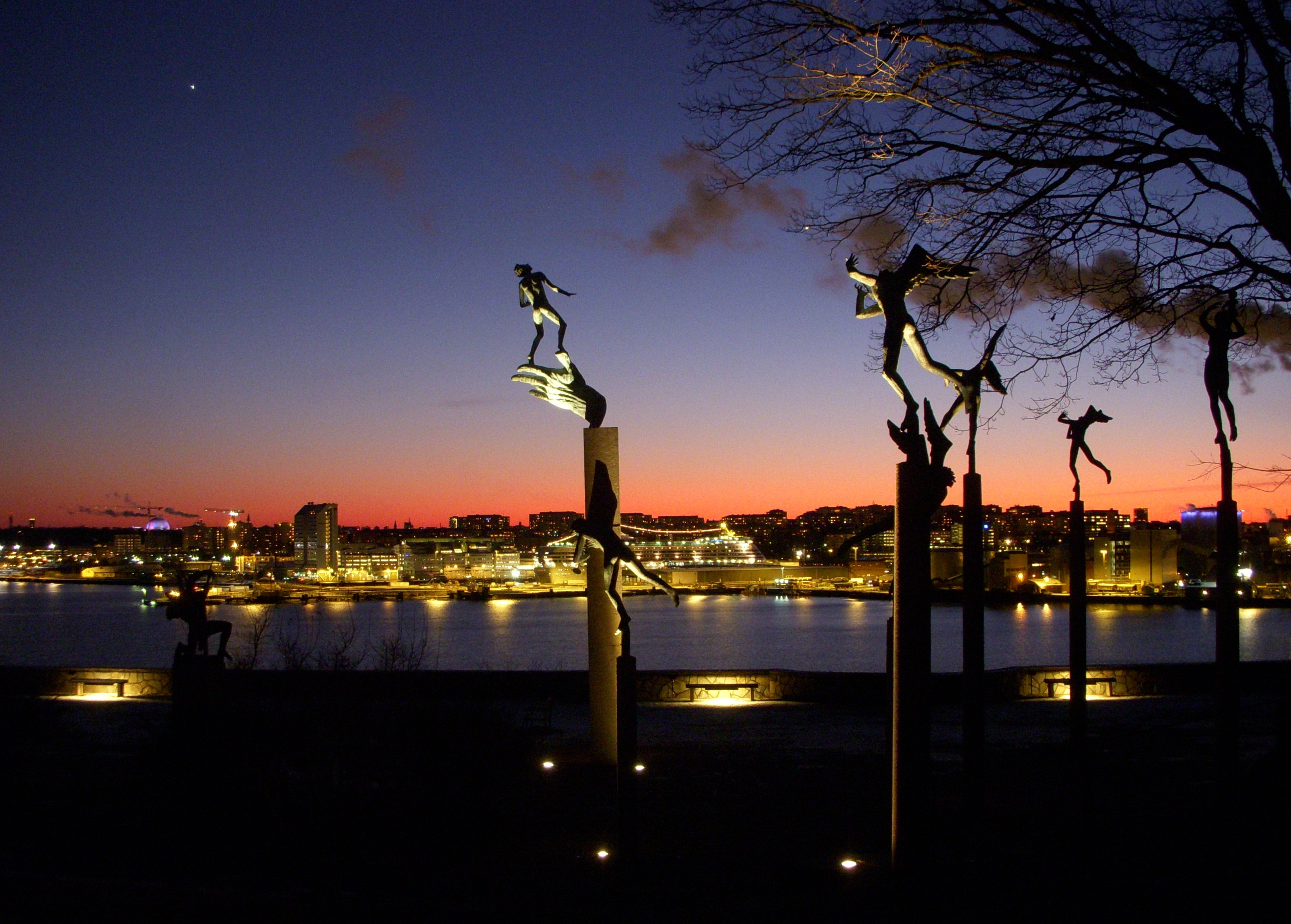
Музичні ангели
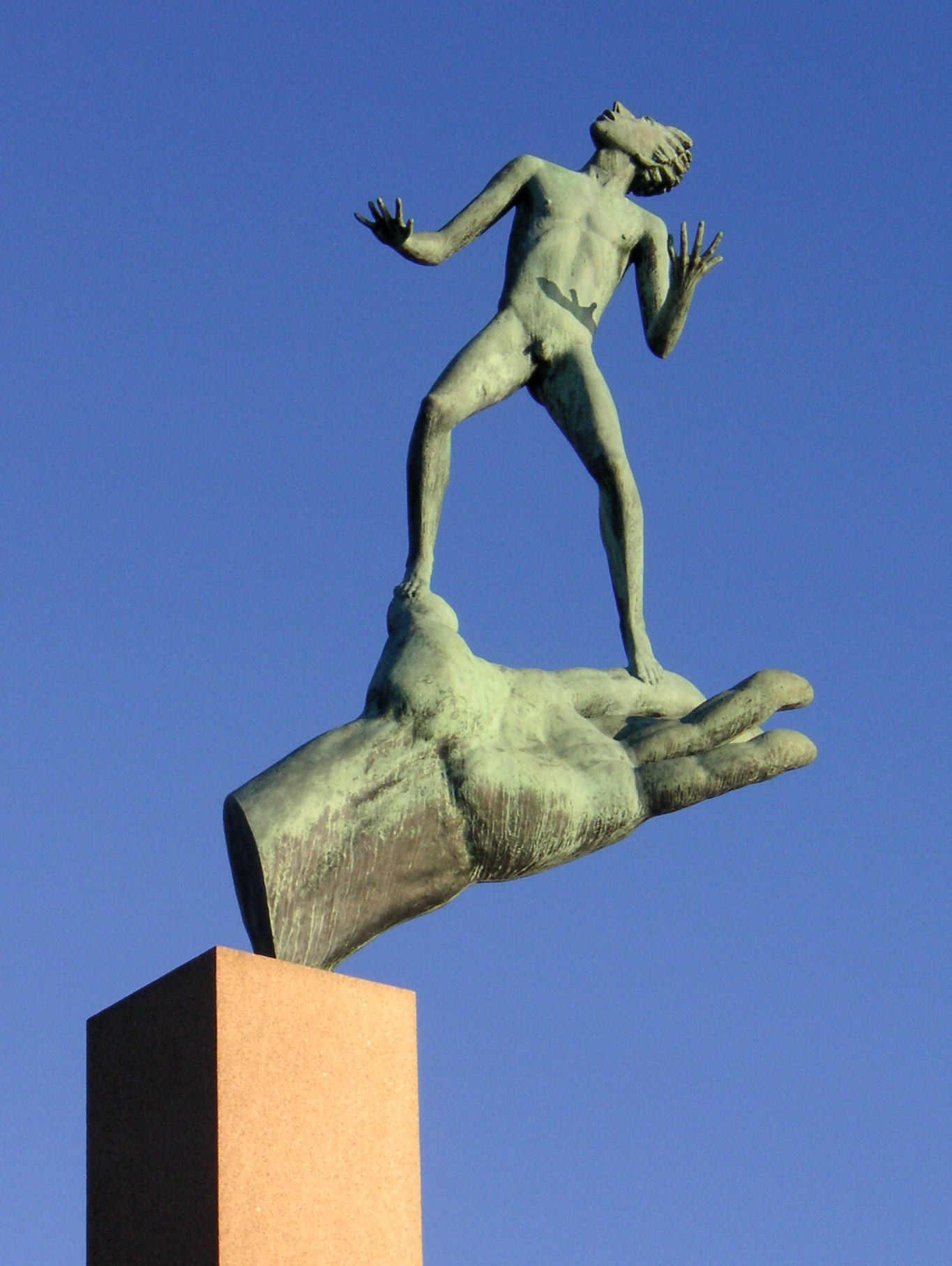
Рука бога
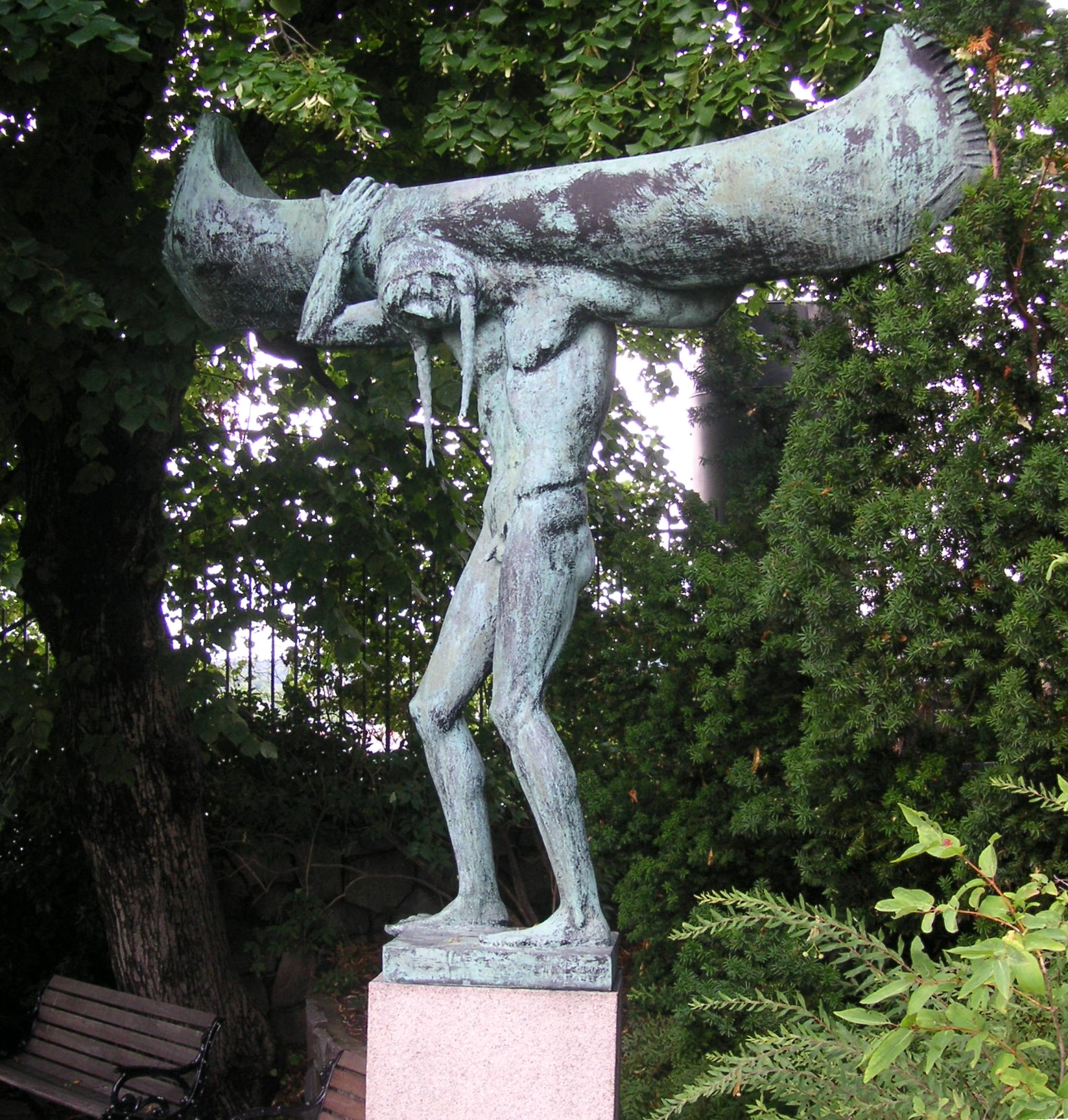
Індіанець з каяком
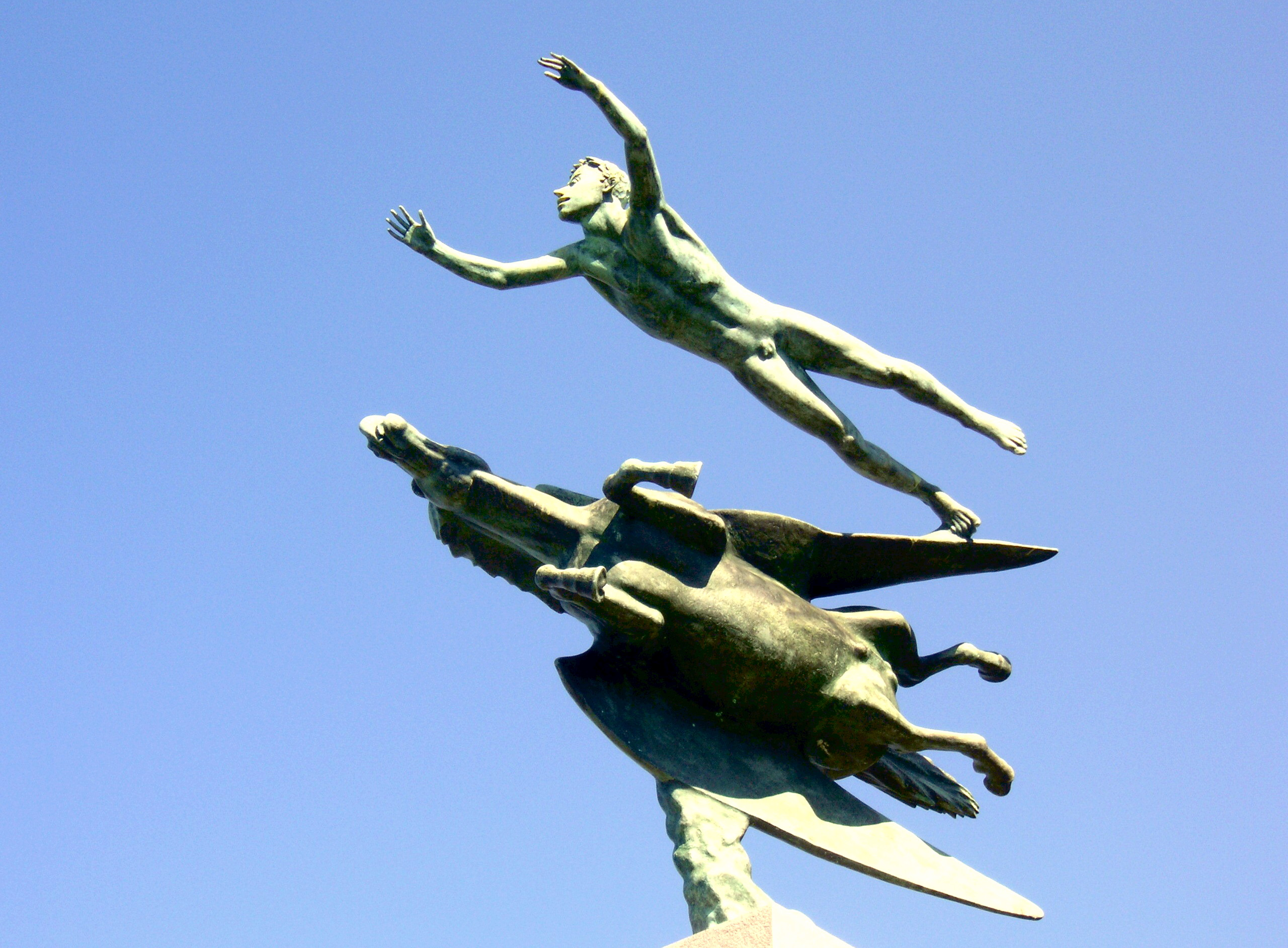
Людина і Пегас
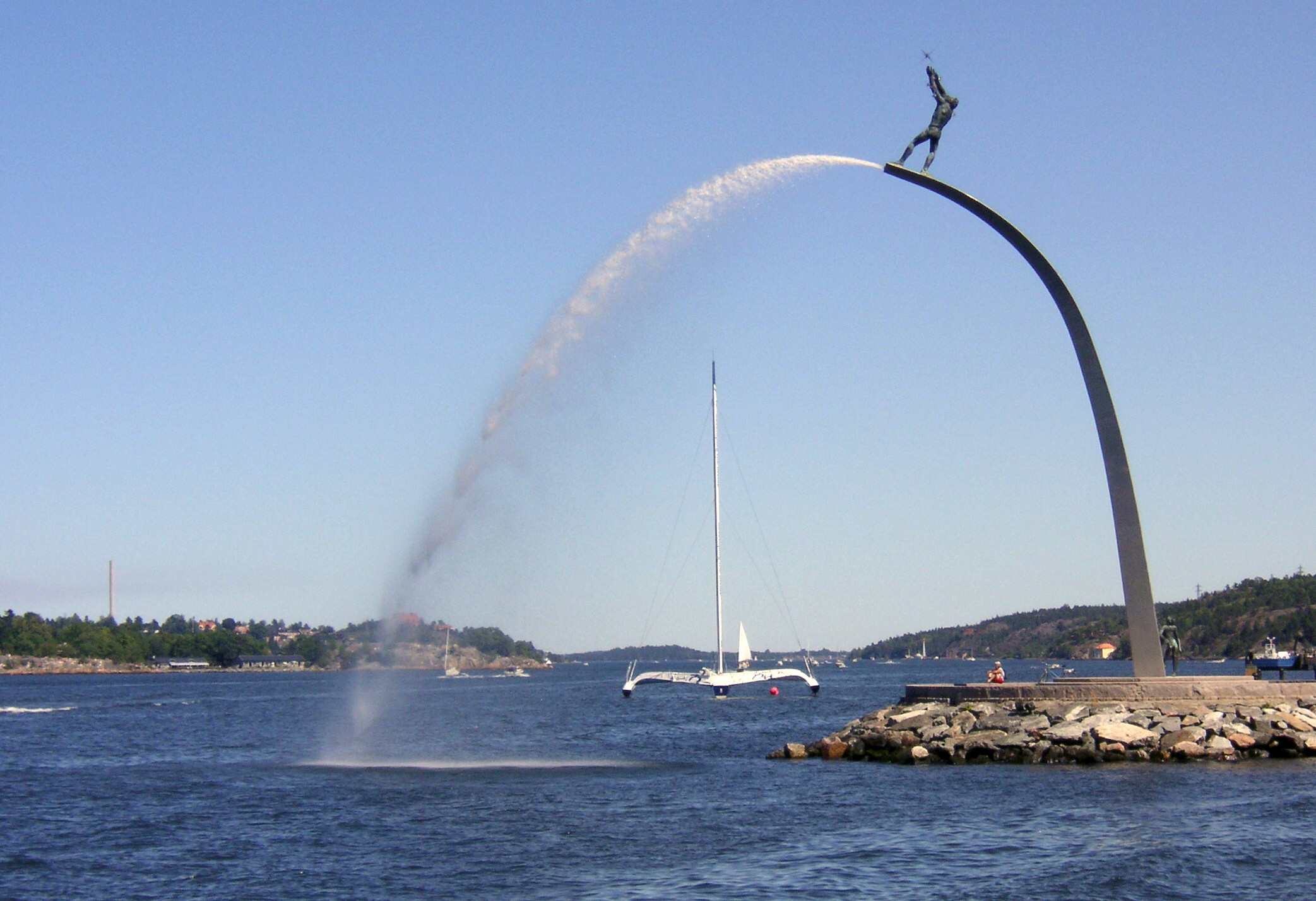
Фонтан Бог вішає зірки на небо

Будівлі в Millesgården
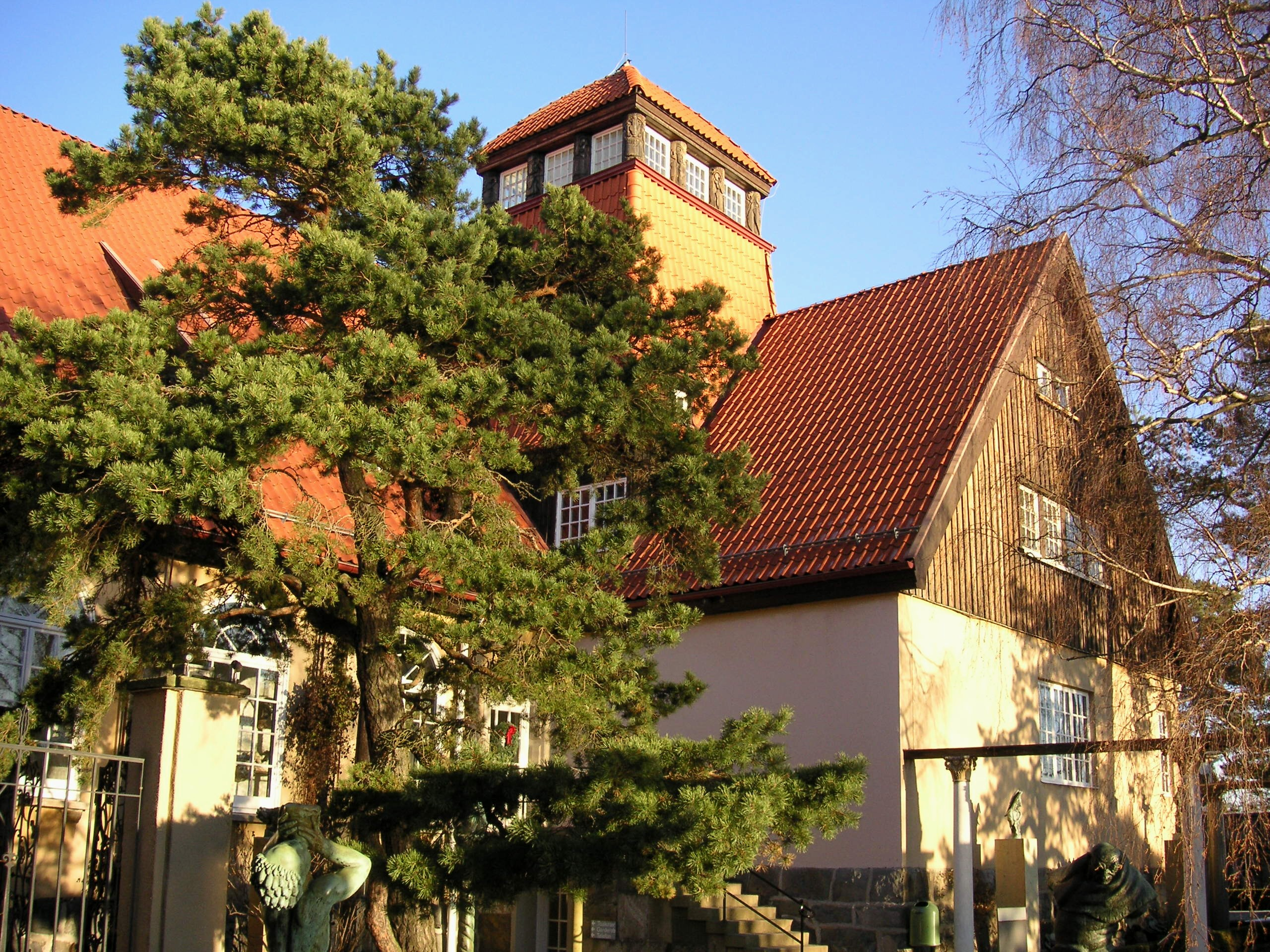
Будинок Міллеса
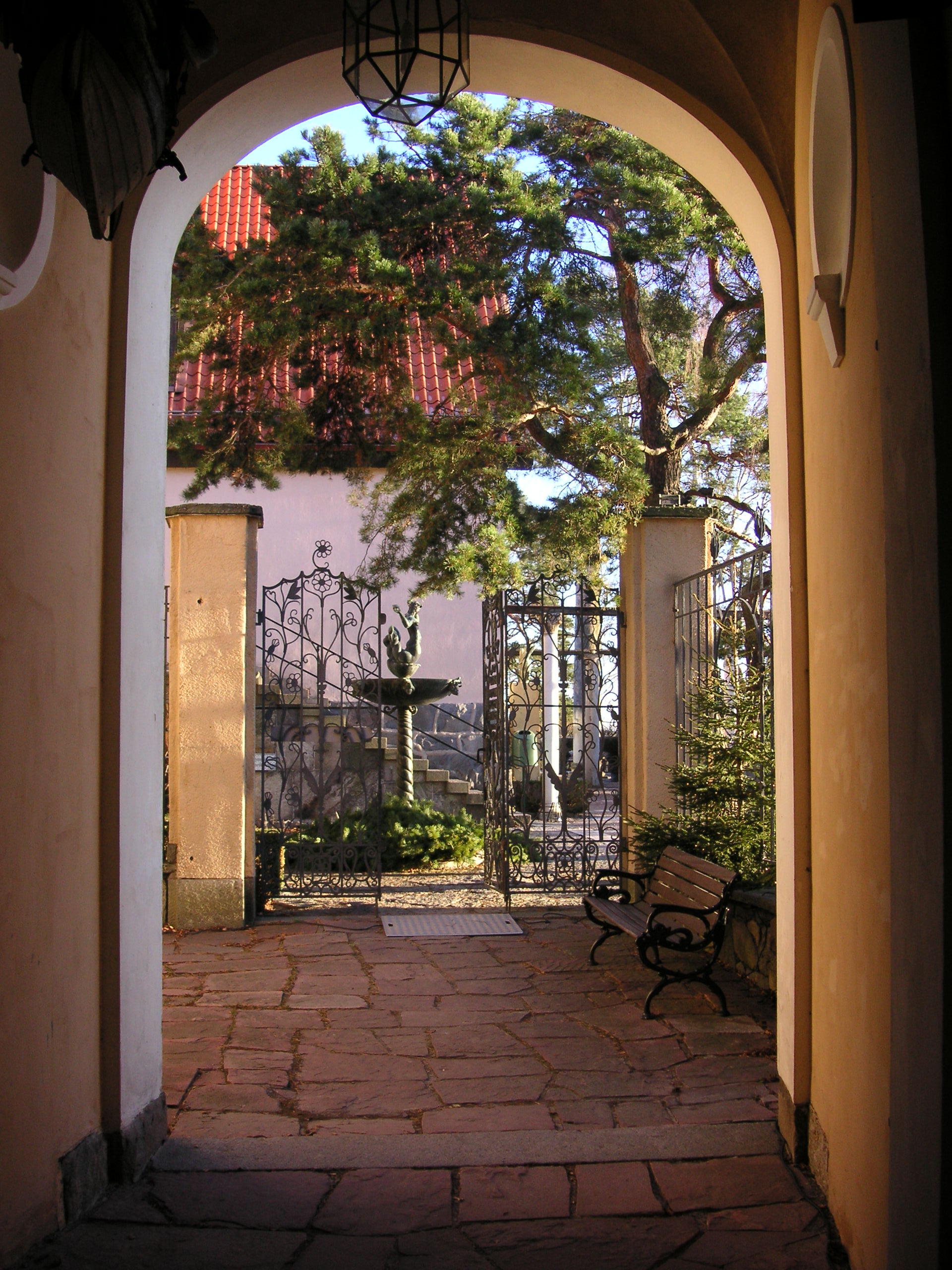
Старий портал
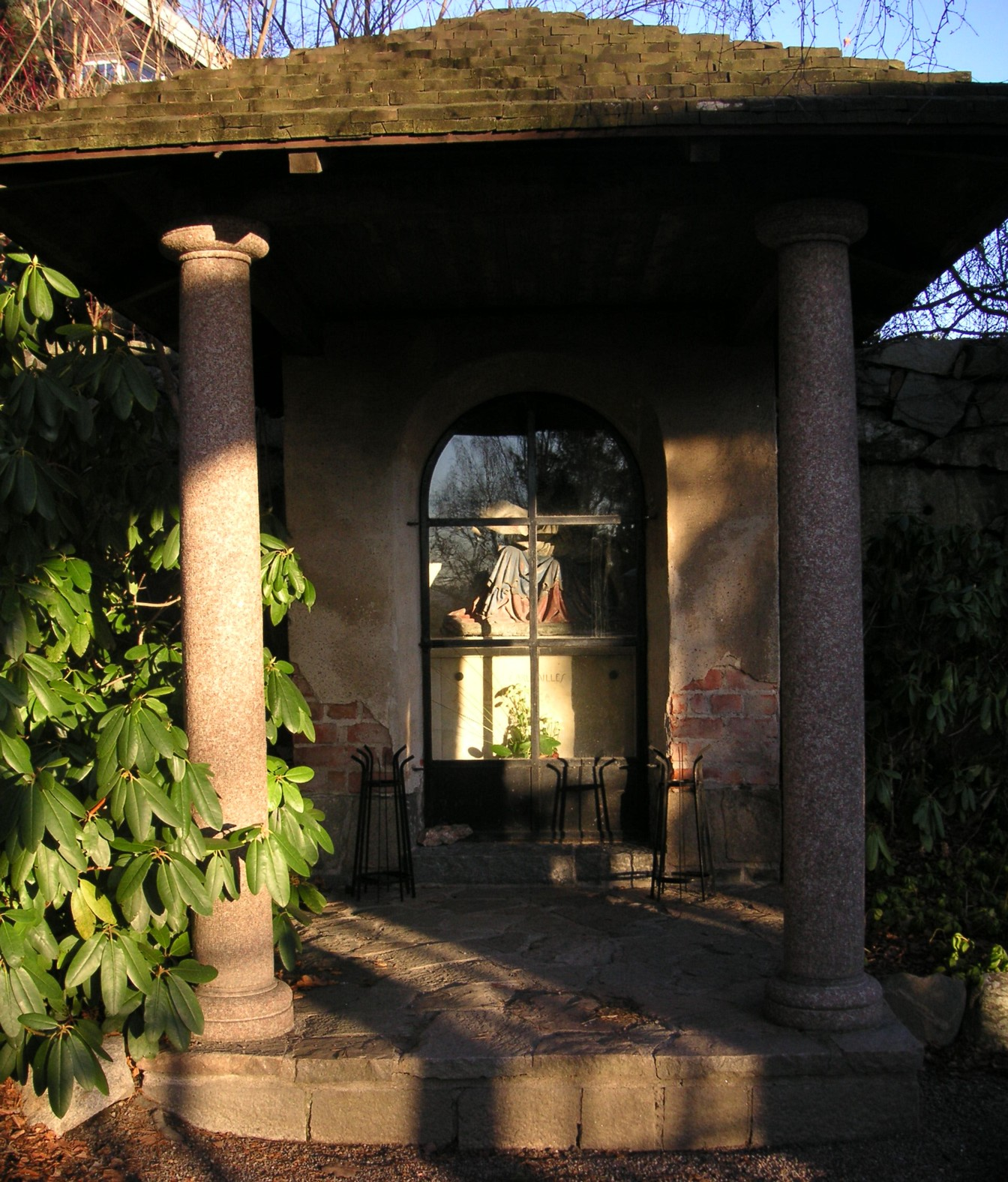
Капличка
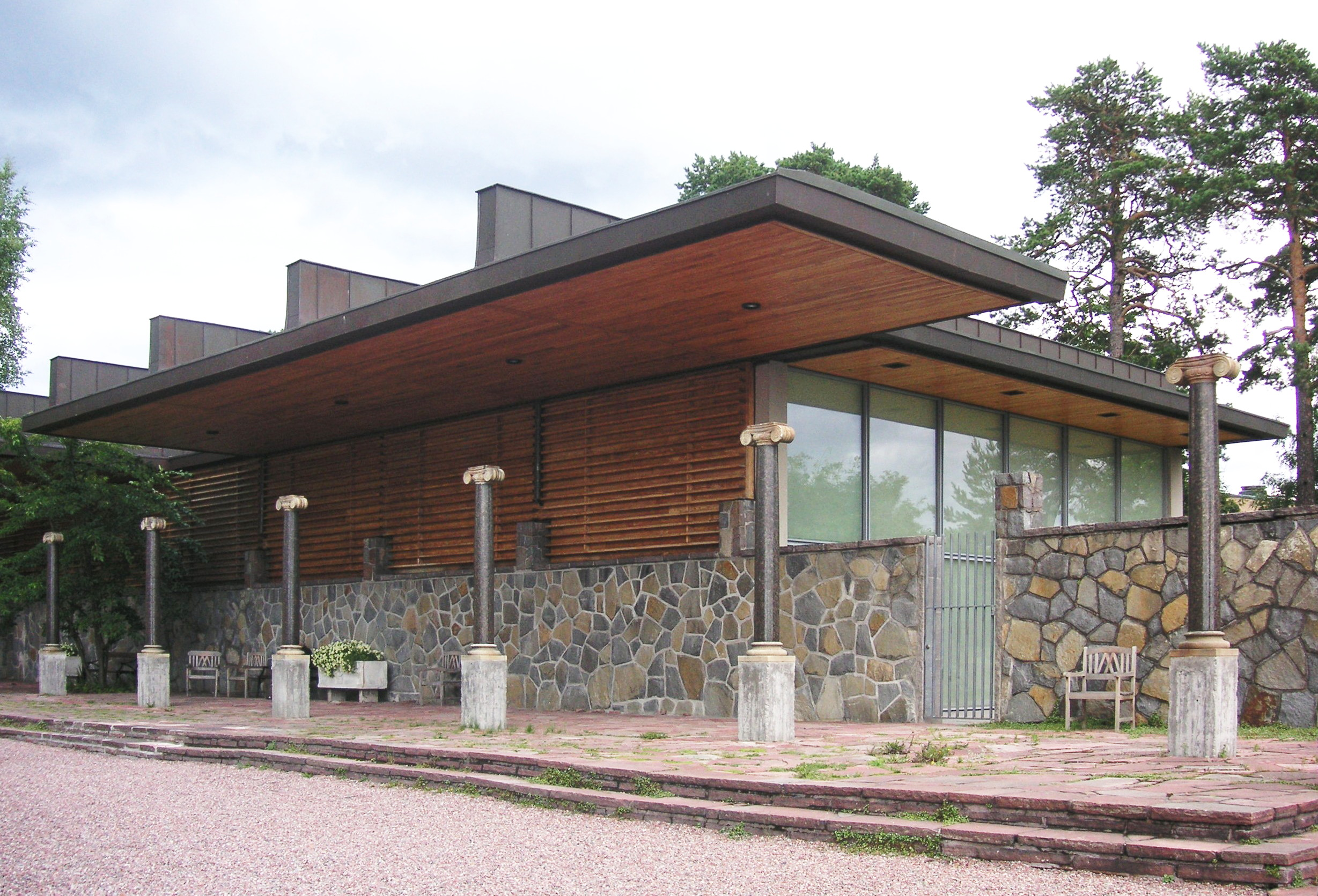
Галерея мистецтв Johan Celsing